# Атаммик
Атаммик (гренл. Atammik, в старой орфографии — Atangmik) — поселение в коммуне Кекката, западная Гренландия. Население составляет 197 человек (по состоянию на 2010 год).